# Pentagonal tessellation
I geometri er pentagonal tessellation en tessellation af planet, hvor hvert individuelt stykke har form som en pentagon. Dvs. at man dækker et plan fuldstændigt med kun én form.
Med regulære pentagonale er tessellation på en to-dimensionel flade umulig, fordi vinklen i regulære femkanter er 108°, hvilket ikke er divisor til 360°, som svarer til en hel tørn.
Der kendes femten typer konvekse pentagoner, som monohedralt kan bruges til tessellation af en flade, og det vides ikke om denne liste er komplet.

## Historie
Reinhardt fandt i 1918 fem irregulære pentagonale tessellationer. I 1968 fandt Kershner yderligere tre typer. Han påstod samtidig at dette var det endelige antal pentagoner, der kunne dække en flade. I 1975 fandt Richard E. James III yderligere en niende type, efter han havde læst om Kershners resultater i Martin Gardners kolonne "Mathematical Games" i Scientific American i juli 1975. Schattschneider beskrev, hvordan Marjorie Rice havde fundet endnu fire nye typer tessellationer med pentagoner i 1976 og 1977.
Schattschneider beskrev en 14. type konvekts pentagon, der blev fundet i 1985. I 2011 beskrev Bagina, at der kun findes 8 hjørne-til-hjørne konvekse typer, hvilket blev bekræftet da Sugimoto uafhængigt nåede frem til samme resultat i 2012. I 2015 fandt en gruppe matematikere, Casey Mann, Jennifer McLoud og David Von Derau fra University of Washington Bothell en femtende type ved brug af en computeralgoritme.

## Ikke-konvekse pentagoner
Med pentagoner, der ikke behøver at være konvekse, er der yderligere et antal tessellationer muligt. Et eksempel på dette er sphinx tiling, en aperiodisk tessellation dannet med en pentagonal rep-tile.